# Gerd Bosbach
Gerd Bosbach est sociologue et professeur en statistiques et recherches sociales et économiques empiriques à l'école supérieure de Coblence (Fachhochschule Koblenz), à Remagen

## Domaines de recherche
Statistiques liées au marché du travail et à la population, la situation de la couverture sociale allemande, les abus dans l'utilisation des statistiques.

## Publications
- Demografische Entwicklung - Realität und mediale Aufbereitung; Berliner Debatte Initial 3/2006
- Alterung - ein Problem ? (français:Vieillissement - un problème ?); metall 6/2006
- Zahlensalat (français:Salade de chiffres); Neon[2] 5/2006
- Die Panik der Deutschen (français:La panique des allemands); Außenansicht Süddeutsche Zeitung, 24 avril 2006
- Wenn Demografie zu Demagogie wird (français:Quand la démographie devient démagogie), In: Souverän (Hrsg.: Senioren Union der CDU Deutschlands), 8/2005
- Kein Anlass zu Furcht und Panik – Fakten und Mythen zur „demografischen Katastrophe“ (collab avec Klaus Bingler); Deutsche Rentenversicherung (Hrsg.: Verband Deutscher Rentenversicherungsträger), 11-12/2004
- Politik mit dem Hammer: Wie Statistik instrumentalisiert wird, In: Ludwig-Erhard-Stiftung: Orientierungen zur Wirtschafts- und Gesellschaftspolitik, Heft 100, 6/2004
- Die demografische Entwicklung ist kein Naturgesetz, In: WOZ économique, 3/2004
- Demografische Entwicklung – nicht dramatisieren, In: Gewerkschaftliche Monatshefte, 2/2004
- Zahlen für die Zukunft – Das Alter macht Angst, dem Einzelnen wie der ganzen Gesellschaft. Zu Recht ? in: Menschen 2/2004
- Die gesundheitliche Versorgung von Kindern und Jugendlichen - Bestandsaufnahme und Möglichkeiten der Weiterentwicklung für die Stadt und den Landkreis Ansbach (zusammen mit der prognos AG)

## Distinction
Gerd Bosbach a obtenu le prix "Goldene Falte 2006", délivré par l'association Büros gegen Altersdiskriminierung (bureau contre la discrimination liée à l'âge) de Cologne en Allemagne.